# Višnjica (żupania virowiticko-podrawska)
Višnjica – wieś w Chorwacji, w żupanii virowiticko-podrawskiej, w gminie Sopje. W 2011 roku pozostawała niezamieszkana.